# 社會控制理論
社會控制理論是1950~70年代流行的一種犯罪學理論，主要在解釋青少年犯罪的形成。是二十世紀美國犯罪學三大理论之一（其他两者是差別接觸理論和紧张理论）。
社會控制理論是多人相繼完成的理論，依時間先後主要由亞伯·Ｊ·萊斯的「遏止理論」，瓦特·C·雷克利斯的「抑制理論」，以及特拉维斯·赫胥的「社會鍵理論」所完備。由於赫胥於學界持續活躍到21世紀初，所以提起社會控制理論時大多是指他的版本。
社會控制理論的出發點是：犯罪人是社會中的少數，因此若要處理犯罪問題，與其解釋「人為什麼犯罪」的問題，不如去解釋「（大多數）人為什麼不犯罪」。社會控制理論認為：大部分人之所以不犯罪，是因為其內心或外部有良好的控制因素。

## 抑制理論
雷克利斯於1961年提出「抑制理論」，他認為個人及社會上存在不同的吸引力，會將人推向及拉向罪案，因此需要人需要自我控制能力及社會控制來遏止個人的犯罪傾向。
- 內在和外在吸引力：內在和外在吸引力包括一切憤怒、衝動及憂慮等負面情緒的內在推力，這推力會使人失去理智及判斷是非的能力；歧視、貧窮及失業等外在壓力；及負面同儕影響、社會風氣的外在拉力。
- 內在自我控制：內在自我控制包括自我形象、個人奮鬥目標、不利環境的容忍程度及規範的內化，當以上項目的程度較高時，便可以有效阻止個人犯罪。
- 外在控制：外在控制所指的是一切社會的規範和法律，完善的外在控制能對個人設限一種限制。
- 內在抑制力及外在抑制力兩者獨立影響並互相關聯，強而有力的內在抑制力將會強化弱的外在抑制力；當兩者均強時，將隔絕導致犯罪的不良社會因素。

## 社會聯繫理論
赫胥（Travis Hirschi）於1969年提出「社會鍵理論」（英語：social bond theory，又譯為：「社會聯繫理論」），他認為人與動物行為無異，天生具有犯罪的傾向，因此人需要社會鍵，又称社会联系(social bond)來減少人犯罪的傾向。社會鍵可分為四種。
- 依附（attachment）：與父母、朋輩及學校的連結，當個人對這些事物的依附程度較高，会受彼此共有的规范所约束，他們犯罪的機會便較少。
- 奉獻（commitment）：個人在日常生活中願意對事情作出承擔及努力，當個人的奉獻程度較高，他們犯罪的機會便較少，因为其会考虑由此而引起的代价。
- 參與（involvement）：個人對非違法行為的投入時間，當個人投入於非違法行為的時間較多，个人便没有时间和精力感知诱惑，考虑和从事犯罪活动。
- 信念（belief）：相信社會公民共享的價值觀及道德標準，健全信念能强化个人的自我控制力，減少犯罪的機會。

## 犯罪社會學或犯罪心理學？
犯罪學文獻中常見到將社會控制理論歸類為犯罪學社會學派的說法，大概由於其作者都自稱是社會學學者或犯罪學社會學派，且使用的理論名稱中剛好有個「社會」（social）字眼。
然而究其理論本質，社會控制理論的關鍵概念－－「自我控制」（英語：self-control）或稱「內部控制」（英語：internal control），乃是取自心理學上鼎鼎大名的佛洛伊德之「心理動力論」，亦即自我（ego）在本我（id）的慾望、超我（superego）的期許、當下環境（immediate environment）的限制與要求之中設法求取平衡。此外，例如赫胥明白否定社會階級對犯罪的原因力，這也跟以階級為觀察起點的社會學派迥異。因此，較適合的歸類是犯罪的心理學理論（儘管幾位代表人物都沒有這樣自稱），而不是社會學派。此外，社會控制理論的「social」一詞，也應理解為心理學（社會心理學）脈絡中的「人際關係」，而不是社會學脈絡中的「社會結構、社會階級」。

## 預測犯罪的效力
Akers & Cochran (1985) 以美國中西部的中學學生為目標群體（有效樣本N = 3,065），調查了失範理論（在犯罪學上又稱為緊張理論）、社會控制理論以及社會學習理論（差別接觸理論的社會心理學版本）各自對大麻吸食的預測效力（R 2）。結果：
1. 根據失範理論的所設的變項，加總只能解釋大麻吸食變異性的3%。
2. 根據社會控制理論所設的變項，加總能解釋大麻吸食變異性的不到30%。
3. 根據社會學習理論所設的變項，加總能解釋大麻吸食變異性的68%。

據此，社會控制理論解釋犯罪的能力並不高。

## 註腳
1. ↑  影響青年學習行為的組織承諾、信念與一些社會特徵 的存檔，存档日期2013-09-21.
2. ↑  农村留守儿童犯罪对策研究 ——以社会控制理论为视角[永久]
3. ↑  Reckless, Walter Cade.  3rd ed. New York: Appleton-Century-Crofts. 1961.
4. ↑  从控制理论看青少年犯罪的原因[永久]
5. ↑  .   [2009-11-02]. （原始内容存档于2013-09-21）.
6. ↑  Hirschi, Travis. . Berkeley: University of California Press. 1969. ISBN 978-0520019010.
7. ↑  Andrews, Donald Authur; Bonta, James. .  5th Ed. Amsterdam, Boston et al.: Anderson Publishing, Lexis Nexis. 2010. ISBN 978-1-4224-6329-1 （英语）.
8. ↑  Akers, Ronald; Cochran, John. . Deviant Behavior. 1985, 6: 323–346.